# Lombardia Trophy
Lombardia Trophy, znane jako Memoriał Anny Gandolfi – międzynarodowe zawody w łyżwiarstwie figurowym seniorów, juniorów i juniorów młodszych rozgrywane we Włoszech od 2013 r. W ich trakcie rozgrywane są zawody w jeździe indywidualnej kobiet i mężczyzn oraz par sportowych i tanecznych. Od sezonu 2014/15 (z wyjątkiem 2015 r.) rozgrywki wchodzą w cykl zawodów Challenger Series organizowanych przez Międzynarodową Unię Łyżwiarską.

## Medaliści w kategorii seniorów
CS: Challenger Series

### Soliści
| Rok                               | Miejsce            | Złoto              | Srebro             | Brąz                 | Źr.   |
| --------------------------------- | ------------------ | ------------------ | ------------------ | -------------------- | ----- |
| 2013                              | Sesto San Giovanni | Alexander Majorov  | Christopher Caluza | Abzał Rakimgalijew   |       |
| 2014 CS                           | Sesto San Giovanni | Richard Dornbush   | Takahito Mura      | Adjan Pitkiejew      | [ 1 ] |
| 2015                              | Sesto San Giovanni | Chafik Besseghiert | Michal Březina     | Kévin Aymoz          | [ 2 ] |
| 2016 CS                           | Sesto San Giovanni | Shōma Uno          | Jason Brown        | Max Aaron            | [ 3 ] |
| 2017 CS                           | Bergamo            | Shōma Uno          | Jason Brown        | Brendan Kerry        | [ 4 ] |
| 2018 CS                           | Bergamo            | Shōma Uno          | Dmitrij Alijew     | Andriej Łazukin      | [ 5 ] |
| 2019 CS                           | Bergamo            | Jin Boyang         | Dmitrij Alijew     | Matteo Rizzo         | [ 6 ] |
| Zawody nie odbyły się w 2020 roku |                    |                    |                    |                      |       |
| 2021 CS                           | Bergamo            | Daniel Grassl      | Adam Siao Him Fa   | Moris Kwitiełaszwili | [ 7 ] |
| 2022 CS                           | Bergamo            | Adam Siao Him Fa   | Koshiro Shimada    | Nikolaj Memola       | [ 8 ] |

### Solistki
| Rok                               | Miejsce            | Złoto                    | Srebro                   | Brąz                 | Źr.    |
| --------------------------------- | ------------------ | ------------------------ | ------------------------ | -------------------- | ------ |
| 2013                              | Sesto San Giovanni | Valentina Marchei        | Sarah Hecken             | Anais Ventard        |        |
| 2014 CS                           | Sesto San Giovanni | Satoko Miyahara          | Hannah Miller            | Angela Wang          | [ 9 ]  |
| 2015                              | Sesto San Giovanni | Roberta Rodeghiero       | Joshi Helgesson          | Miyu Nakashio        | [ 10 ] |
| 2016 CS                           | Sesto San Giovanni | Wakaba Higuchi           | Kim Na-hyun              | Mirai Nagasu         | [ 11 ] |
| 2017 CS                           | Bergamo            | Alina Zagitowa           | Wakaba Higuchi           | Carolina Kostner     | [ 12 ] |
| 2018 CS                           | Bergamo            | Jelizawieta Tuktamyszewa | Sofja Samodurowa         | Mako Yamashita       | [ 13 ] |
| 2019 CS                           | Bergamo            | Anna Szczerbakowa        | Jelizawieta Tuktamyszewa | You Young            | [ 14 ] |
| Zawody nie odbyły się w 2020 roku |                    |                          |                          |                      |        |
| 2021 CS                           | Bergamo            | Alysa Liu                | Jekatierina Kurakowa     | Audrey Shin          | [ 15 ] |
| 2022 CS                           | Bergamo            | Rinka Watanabe           | Kaori Sakamoto           | Jekatierina Kurakowa | [ 16 ] |

### Pary sportowe
| Rok                                           | Miejsce            | Złoto                                | Srebro                                    | Brąz                                   | Źr.    |
| --------------------------------------------- | ------------------ | ------------------------------------ | ----------------------------------------- | -------------------------------------- | ------ |
| 2013                                          | Sesto San Giovanni | Stefania Berton / Ondřej Hotárek     | Anastasija Martiuszewa / Aleksiej Rogonow | Katarina Gierboldt / Aleksandr Enbiert |        |
| 2014 CS                                       | Sesto San Giovanni | Haven Denney / Brandon Frazier       | Bianca Manacorda / Niccolò Macii          | Wiera Bazarowa / Andriej Dieputat      | [ 17 ] |
| 2015                                          | Sesto San Giovanni | Valentina Marchei / Ondřej Hotárek   | Goda Butkutė / Nikita Jermołajew          | Camille Mendoza / Pavel Kovalev        | [ 18 ] |
| 2016 CS                                       | Sesto San Giovanni | Nicole Della Monica / Matteo Guarise | Valentina Marchei / Ondřej Hotárek        | Rebecca Ghilardi / Filippo Ambrosini   | [ 19 ] |
| 2017 CS                                       | Bergamo            | Natalja Zabijako / Aleksandr Enbiert | Nicole Della Monica / Matteo Guarise      | Valentina Marchei / Ondřej Hotárek     | [ 20 ] |
| 2018 CS                                       | Bergamo            | Natalja Zabijako / Aleksandr Enbiert | Aleksandra Bojkowa / Dmitrij Kozłowski    | Nicole Della Monica / Matteo Guarise   | [ 21 ] |
| Konkurencja nie została rozegrana w 2019 roku |                    |                                      |                                           |                                        |        |
| Zawody nie odbyły się w 2020 roku             |                    |                                      |                                           |                                        |        |
| 2021 CS                                       | Bergamo            | Nicole Della Monica / Matteo Guarise | Laura Barquero / Marco Zandron            | Rebecca Ghilardi / Filippo Ambrosini   | [ 22 ] |
| 2022                                          | Bergamo            | Sara Conti / Niccolò Macii           | Irma Caldara / Riccardo Maglio            | Anna Valesi / Manuel Piazza            | [ 23 ] |

### Pary taneczne
| Rok                               | Miejsce            | Złoto                            | Srebro                                       | Brąz                                 | Źr.    |
| --------------------------------- | ------------------ | -------------------------------- | -------------------------------------------- | ------------------------------------ | ------ |
| 2015                              | Sesto San Giovanni | Anna Cappellini / Luca Lanotte   | Charlène Guignard / Marco Fabbri             | Misato Komatsubara / Andrea Fabbri   | [ 24 ] |
| 2016 CS                           | Sesto San Giovanni | Charlène Guignard / Marco Fabbri | Lilah Fear / Lewis Gibson                    | Cecilia Törn / Jussiville Partanen   | [ 25 ] |
| 2017 CS                           | Bergamo            | Charlène Guignard / Marco Fabbri | Ałła Łoboda / Pawieł Drozd                   | Ołeksandra Nazarowa / Maksym Nikitin | [ 26 ] |
| 2018 CS                           | Bergamo            | Charlène Guignard / Marco Fabbri | Rachel Parsons / Michael Parsons             | Sara Hurtado / Kiriłł Chalawin       | [ 27 ] |
| 2019 CS                           | Bergamo            | Charlène Guignard / Marco Fabbri | Laurence Fournier Beaudry / Nikolaj Sørensen | Ołeksandra Nazarowa / Maksym Nikitin | [ 28 ] |
| Zawody nie odbyły się w 2020 roku |                    |                                  |                                              |                                      |        |
| 2021 CS                           | Bergamo            | Charlène Guignard / Marco Fabbri | Laurence Fournier Beaudry / Nikolaj Sørensen | Sara Hurtado / Kiriłł Chalawin       | [ 29 ] |
| 2022 CS                           | Bergamo            | Charlène Guignard / Marco Fabbri | Allison Reed / Saulius Ambrulevičius         | Natálie Taschlerová / Filip Taschler | [ 30 ] |

## Medaliści w kategorii juniorów

### Soliści
| Rok  | Miejsce            | Złoto         | Srebro           | Brąz             | Źr.    |
| ---- | ------------------ | ------------- | ---------------- | ---------------- | ------ |
| 2013 | Sesto San Giovanni | Kévin Aymoz   | Alexander Bjelde | Matteo Rizzo     | [ 31 ] |
| 2014 | Sesto San Giovanni | Kévin Aymoz   | Matteo Rizzo     | Petr Kotlařík    | [ 32 ] |
| 2015 | Sesto San Giovanni | Petr Kotlařík | Illya Solomin    | Daniel Grassl    | [ 33 ] |
| 2016 | Sesto San Giovanni | Roman Galay   | Petr Kotlařík    | Adrien Bannister | [ 34 ] |

### Solistki
| Rok  | Miejsce            | Złoto           | Srebro              | Brąz              | Źr.    |
| ---- | ------------------ | --------------- | ------------------- | ----------------- | ------ |
| 2013 | Sesto San Giovanni | Nadjma Mahamoud | Kailani Craine      | Minami Hanashiro  | [ 31 ] |
| 2014 | Sesto San Giovanni | Kailani Craine  | Yoon Eun-su         | Micol Cristini    | [ 32 ] |
| 2015 | Sesto San Giovanni | Yun Sun-min     | Anastasia Schneider | Shaline Ruegger   | [ 33 ] |
| 2016 | Sesto San Giovanni | Kim Boyoung     | Lee Min-young       | Lara Naki Gutmann | [ 34 ] |

### Pary sportowe
| Rok  | Miejsce            | Złoto                                 | Srebro                           | Brąz                       | Źr.    |
| ---- | ------------------ | ------------------------------------- | -------------------------------- | -------------------------- | ------ |
| 2013 | Sesto San Giovanni | Julia Linckh / Konrad Hocker-Scholler | Katharina Lesser / Viktor Kremke | brak zawodników            | [ 31 ] |
| 2014 | Sesto San Giovanni | Renata Ohanesian / Mark Bardej        | Irma Caldara / Edoardo Caputo    | Eliza Smyth / Jordan Dodds | [ 32 ] |
| 2016 | Sesto San Giovanni | Giulia Foresti / Leo Luca Sforza      | Irma Caldara / Edoardo Caputo    | brak zawodników            | [ 34 ] |

## Medaliści w kategorii advanced novice

### Soliści
| Rok  | Miejsce            | Złoto             | Srebro                | Brąz                | Źr.    |
| ---- | ------------------ | ----------------- | --------------------- | ------------------- | ------ |
| 2013 | Sesto San Giovanni | Marco Bozzuto     | Nikolaj Majorov       | Aleix Gabara        | [ 31 ] |
| 2014 | Sesto San Giovanni | Gabriel Folkesson | Tomas Llorens Guarino | Daniel Grassl       | [ 32 ] |
| 2015 | Sesto San Giovanni | Park Sung-hoon    | Vasil Dimitrov        | Gabriele Frangipani | [ 33 ] |

### Solistki
| Rok  | Miejsce            | Złoto            | Srebro            | Brąz           | Źr.    |
| ---- | ------------------ | ---------------- | ----------------- | -------------- | ------ |
| 2013 | Sesto San Giovanni | Rebecca Ghilardi | Lisa Barbieri     | Annika Hocke   | [ 31 ] |
| 2014 | Sesto San Giovanni | Pauline Wanner   | Shim Kyoung-yeon  | Noemie Carroue | [ 32 ] |
| 2015 | Sesto San Giovanni | Kim Bo-young     | Aleksandra Feigin | Alessia Hagg   | [ 33 ] |